# Джемрек-Узень
Джемре́к-Узе́нь (также Копырлико́й, Толга́йская ба́лка, Сельби́-Узе́нь, Карау́л-Дере́; укр. Джемрек-Узень, крымскотат. Cemrik Özen, Джемрик Озен) — маловодная река (балка) в Крыму, на территории Белогорского района, левый приток реки Кучук-Карасу. Длина водотока 12 километров, площадь водосборного бассейна 36,4 км².

## Название
На самых подробных картах река не подписана, в современной литературе утвердилось название Джемрек-Узень (или Копырликой, с вариантом Копырлы-Кой). Николай Рухлов, в труде «Обзор речных долин горной части Крыма» 1915 года, употребляет название Толгайская балка (либо по находившейся в ней деревне Толга, либо селение названо по балке — не ясно), уточняя, что выше села Копырликой водоток носит название Караул-дере, а в Копырликое его называют Сельби-узень.

## География
Исток ручья находится в урочище Ортачек, между горами Кабарга и Джемрек, из родников, вытекающих из пластов Юрских известняков. Самые мощные источники (у деревни Толга) имели собственные названия: Таштан-чокрак — с дебитом 1100 вёдер в сутки (примерно 13,5 м³) и Усаклык-чокрак (11,6 м³). У Джемрек-Узенья, согласно справочнику «Поверхностные водные объекты Крыма», 4 безымянных притока, Рухлов пишет о «целой системе боковых балок», приводя, без точной локализации, названия двух из них — Кансир-дере и Шарикье-дере (под деревней Копырликой). Впадает Джемрек-Узень в Кучук-Карасу у северной окраины села Мичуринское, на высоте 199,2 м над уровнем моря, в 39 км от устья.